# Funhouse (Pink-album)
A Funhouse Pink 2008-ban, a LaFace Records kiadásában megjelent ötödik nagylemeze, mely a Billboard Top 200-as listáján a második helyen debütált, Nagy Britanniában pedig az első helyen nyitott. Az első kislemez, a So What tizenegy országban volt listavezető. Az albumból közel 6 millió darabot adtak el világszerte

## Promóció
Az énekesnő 2008 őszén jelentette be, hogy 2009-ben világkörüli útra indul. Turnéjának első koncertjére 2009. február 24-én a franciaországi Nizza-ban, míg az utolsóra 2009. december 20-án Hannover-ben került sor.
Pink megdöntötte saját rekordját Ausztráliában; 17 telt házas koncertet adott Melbourne-ben. A Funhouse Tour lett minden idők legsikeresebb turnéja Ausztráliában.
2010-ben újra útnak indult, első európai 'stadionbeli' koncertkörútjára. A Funhouse Summer Carnival Tour első állomása a németországi Köln volt 2010. május 29-én.

## Dalok
Az albumon 12 dal található, néhány országban bónuszdalokkal került forgalomba.
| #  | Cím                   | Dalszerző(k)                                           | Producer(ek)                          | Idő  |
| -- | --------------------- | ------------------------------------------------------ | ------------------------------------- | ---- |
| 1  | So What               | Pink, Max Martin, Shellback                            | Max Martin                            | 3:35 |
| 2  | Sober                 | Pink, Nathaniel Hills, Kara DioGuardi, Marcella Ariaca | Danja, Tony Kanal, Jimmy Harry        | 4:11 |
| 3  | I Don't Believe You   | Pink, Max Martin                                       | Max Martin                            | 4:36 |
| 4  | One Foot Wrong        | Pink, Francis White                                    | Eg White                              | 3:24 |
| 5  | Please Don't Leave Me | Pink, Max Martin                                       | Max Martin                            | 3:52 |
| 6  | Bad Influence         | Pink, Butch Walker, Billy Mann, MachoPsycho            | Butch Walker, Billy Mann, MachoPsycho | 3:37 |
| 7  | Funhouse              | Pink, Tony Kanal, Jimmy Harry                          | Tony Kanal, Jimmy Harry               | 3:25 |
| 8  | Crystal Ball          | Pink, Billy Mann                                       | Billy Mann                            | 3:26 |
| 9  | Mean                  | Pink, Butch Walker                                     | Butch Walker                          | 4:15 |
| 10 | It's All Your Fault   | Pink, Max Martin, Shellback                            | Max Martin                            | 3:53 |
| 11 | Ave Mary A            | Pink, Billy Mann, Pete Wallace                         | Billy Man, Al Clay                    | 3:17 |
| 12 | Glitter In The Air    | Pink, Billy Mann                                       | Billy Mann                            | 3:45 |

## Külső hivatkozások
- Pink.lap.hu - linkgyűjtemény

## Kritikák az albumról
- Az örök lázadó P!nk - Kikötő Online